# نوق (جزين)
نوق (جزين) (بالفارسية: نوق) هي قرية تقع في إيران في قسم جزين الريفي. يقدر عدد سكانها بـ 772 نسمة بحسب إحصاء 2016.